# پری دریایی‌های کوچک
پری دریایی‌های کوچک (به زبان انگلیسی: Merbabies) یک فیلم کوتاه انیمیشن محصول دیزنی از مجموعه سمفونی احمقانه در ۹ دسامبر ۱۹۳۸ منتشر شد. این اثر همکاری بین والت دیزنی با هیو هارمن و رودولف آیزینگ است، آنها استودیوی دوم خود را به دیزنی اهدا کرده‌اند تا برای تولید سفید برفی کار کند. این یکی از آخرین فیلم‌های کوتاه سری سمفونی احمقانه است.

## یادداشت
- پری دریایی‌های کوچک یکی از معدود کارتونهای دیزنی است که خارج از استودیوی دیزنی ساخته شده‌است.